# Llista de partits polítics de Cap Verd
Aquesta és la  llista de partits polítics de Cap Verd. Cap Verd és un sistema bipartidista, la qual cosa vol dir que hi ha dos partits polítics dominants (PAICV i MpD), amb extremes dificultats per a qualsevol polític d'assolir bons resultats electorals sota la bandera de qualsevol altra partit.

## Llista de partits
- Partit Africà per la Independència de Cap Verd (PAICV)
- Unió Capverdiana Independent i Democràtica (UCID)
- Partit de Convergència Democràtica (PCD)
- Partit de Renovació Democràtica (PRD)
- Partit de Treball i Solidaritat (PTS)
- Moviment per la Democràcia (MpD)
- Partit Social Democràtic (PSD)

## Aliances desaparegudes
- Aliança Democràtica pel Canvi (ADM)